# Dirty Rotten Filthy Stinking Rich
Dirty Rotten Filthy Stinking Rich es el álbum debut de la banda de hard rock estadounidense Warrant, lanzado en 1989. El disco alcanzó un gran éxito, especialmente con los sencillos "Heaven" (No. 2, 1989), "Down Boys" (No. 27, 1989) y "Sometimes She Cries" (No. 20, 1990). El álbum alcanzó el número 10 en la lista Billboard. Las primeras cuatro palabras del título del álbum ("Dirty Rotten Filthy Stinkin'...!") son mencionadas en el intro de la canción Cherry Pie, del álbum Cherry Pie de 1990.
Durante años, se ha venido especulando que, los guitarristas Joe Allen y Eric Turner, no tocaron su instrumento en los dos primeros trabajos de Warrant y, que las guitarras, las grabó un guitarrista "fantasma" llamado Mike Slamer, del grupo Streets. La mujer de Slamer, confirmó en una entrevista, que su marido participó en dichos álbumes. De acuerdo al productor, Beau Hill, cuando escuchó las canciones del álbum, estas le parecieron fantásticas, pero dijo que los solos de guitarra flojeaban y que quería llevar al estudio a un guitarrista (que sería Slamer, asiduo guitarrista "fantasma" en los discos producidos por Hill), algo que los miembros de Warrant aceptaron. Por su parte, Turner dijo que, efectivamente, Slamer participó en los dos trabajos pero, simplemente, grabando algunos solos de guitarra y dando ideas para esta labor a él y a Allen. También, añadió que, él y Allen, grabaron todas las guitarras rítmicas y algunos solos.

## Recepción
Allmusic le dio a Dirty Rotten Filthy Stinking Rich una puntuación de cuatro estrellas sobre cinco.

## Lista de canciones
Todas las canciones fueron escritas por Jani Lane.
1. "32 Pennies" – 3:09
2. "Down Boys" – 4:04
3. "Big Talk" – 3:43
4. "Sometimes She Cries" – 4:44
5. "So Damn Pretty (Should Be Against the Law)" – 3:33
6. "D.R.F.S.R." – 3:17
7. "In the Sticks" – 4:06
8. "Heaven" – 3:57
9. "Ridin' High" – 3:06
10. "Cold Sweat" – 3:32

## Personal
Warrant
- Jani Lane – voz y guitarra acústica
- Joey Allen – guitarra y coros
- Erik Turner – guitarra y coros
- Jerry Dixon – bajo y coros
- Steven Sweet – batería y coros

Personal adicional
- Mike Slamer - solos de guitarra en algunas canciones
- Beau Hill - teclados, coros, mezclas, ingeniería, producción
- Bekka Bramlett - coros
- John Jansen - mezclas
- Joel Stoner - ingeniería